# 이랑진군

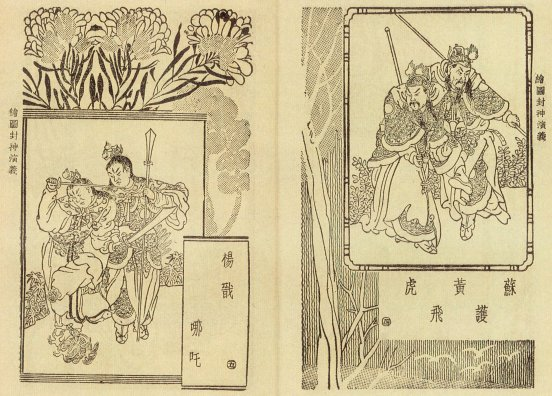
봉신연의의 이랑진군(왼쪽 그림)

이랑진군(二郞眞君) 또는 이랑신(二郎神)은 도교에서 추앙하는 남신으로, 치수(治水)를 담당하는 무신(武神)이다. 관구이랑(灌口二郞) 또는 청원묘도진군(淸源妙道眞君)이라고도 한다. 진시황의 진나라, 위진남북조 시대의 진나라 그리고 수나라 당시의 치수와 관련된 민화 및 설화의 등장 인물로, 불교에서는 바이스라바나의 둘째 아들로 묘사하고 있다.
이외에도 《서유기(西遊記)》, 《봉신연의(封神演義)》 등에 등장하기도 한다.

## 주요 소설에서의 이랑진군

### 서유기
옥황상제(玉皇上帝)의 조카로 등장하며, 관강(灌江) 어귀에서 살고 있다가 손오공(孫悟空)이 불만을 가지고 천계에서 날뛰자, 옥황상제로부터 손오공을 붙잡아오라는 명을 받고는 매와 개를 거느리고 화과산(花果山)에 있는 손오공과 싸우게 되었다. 하지만 좀처럼 승부가 나지 않자 비장의 수단으로 몸을 엄청나게 크게 변신시킨 뒤 자신의 삼첨도(三尖刀)로 손오공을 내리쳤지만, 손오공 또한 같은 크기로 변신한 뒤 여의봉(如意棒)으로 공격을 막았다. 그 뒤 한참동안 더 싸우다가 손오공이 여의봉을 작게 만들어 귓속에 감춘 뒤 참새로 변해 빠져나가려고 하자 솔개로 변신해 손오공을 덮치려 하였으며, 손오공이 다시 물새로 변신해 하늘 높이 날라가자 바닷갈매기로 변신해 손오공을 추격했다.
이후 손오공이 자취를 감추자 이천왕(李天王)의 도움으로 손오공이 관강에서 자신의 모습으로 변해 숨어 있는 것을 알았으며, 관강에서 다시 손오공과 대결을 하다가 싸움을 끝내지 못하고 같이 화과산으로 돌아왔다. 그 뒤 자신을 도우러 온 여러 장수들과 함께 손오공을 공격했으나 좀처럼 승부가 나지 않았고, 태상노군(太上老君)의 도움으로 기회를 얻어 자신의 애견인 천구(天狗)를 이용해서 손오공을 붙잡는 데 성공했다.

### 봉신연의
양전(楊戩)이라는 이름으로 등장한다. 곤륜산(崑崙山) 십이대선(十二大仙)의 한 명인 옥정진인(玉鼎眞人)의 제자로, 수려한 외모 덕분에 용길공주나 여와(女媧)의 도움을 받기도 한다. 변신술에 능하며, 강자아(姜子牙)를 도와 봉신(封神)의 임무를 완수한다.

## 같이 보기
- 라마 (신화)